# Modest Mouse
Modest Mouse (транскр. Модест маус) америчка је музичка група из Исакве.

## Назив
Ајзак Брок је дошао на идеју за име групе читајући роман Вирџиније Вулф у којем она описује средњу класу као скромне људе сличне мишевима (modest, mouse-coloured people).

## Чланови

### Садашњи
- Ајзак Брок — главни вокал, ритам и соло гитара (1993—)
- Џеремаја Грин — бубањ, удараљке (1993—2003, 2004—)
- Том Пелосо — контрабас, пратећи вокал (2003—)
- Џим Ферчајлд — соло и ритам гитара, пратећи вокал (2009—)
- Лиса Молинаро — виола, бас-гитара, пратећи вокал (2011—)
- Расел Хигби — бас-гитара, ритам гитара (2012—)
- Бен Масарела — удараљке (2014—)
- Дарин Винер — клавијатуре (2014—)

### Бивши
- Ерик Џуди — бас-гитара, акустична гитара, пратећи вокал (1993—1994, 1995—2012)
- Џо Пламер — бубањ, удараљке (2004—2012)
- Џони Мар [а] — соло гитара, пратећи вокал (2006—2008)
- Ден Галучи — соло гитара (1994—1995, 1997—1998, 2002—2005)
- Бенџамин Вејкел — бубањ, удараљке (2003—2004)
- Џон Викхарт — бас-гитара (1993—1995)

## Дискографија

### Студијски албуми
- (1996)
- (1997)
- (2000)
- (2004)
- (2007)
- (2015)
- (2021)

### издања
- (1994)
- (1996)
- (1997)
- (1999)
- (2001)
- (2009)

## Награде и номинације
- Награде Греми

| Година | Категорија                        | Номиновано дело | Исход      |
| ------ | --------------------------------- | --------------- | ---------- |
| 2005.  | Најбољи албум алтернативне музике |                 | Номинација |